# Malanje
Malanje er en by i den nordlige del af Angola med et indbyggertal på cirka 604.215 (2020) indbyggere. Byen er hovedby i provinsen Malanje.